# Hendrik Van Dievoet

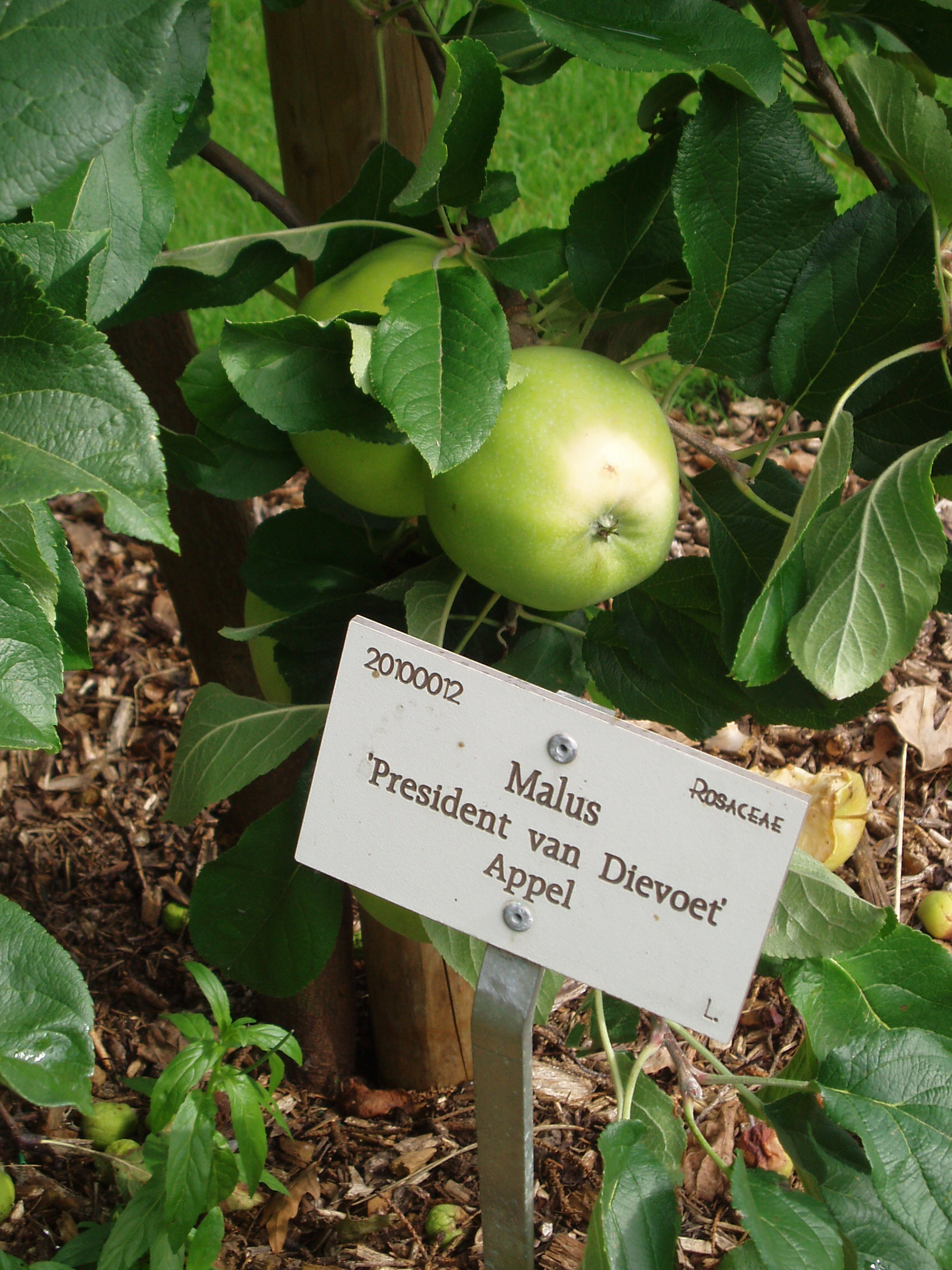
"President van Dievoet" appel

Henricus (Hendrik) Van Dievoet (1840 - 1917) was boomkweker en bloemist. Van 1891 tot 1904 was hij burgemeester van de Vlaams-Brabantse gemeente Meise. In de Eerste Wereldoorlog werd hij als gijzelaar door de Duitsers gefusilleerd. De Van Dievoetlaan in Meise draagt zijn naam.

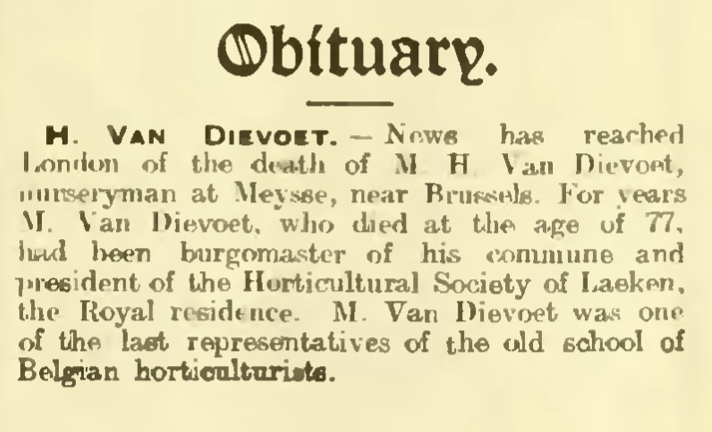
Overlijdensbericht van boomkweker Hendrik Van Dievoet

Van Dievoet heeft zijn naam gegeven aan de appelsoort President van Dievoet: Malus domestica 'President van Dievoet' (syn. 'Cabarette', 'President van Dyvoet') is een appelras met grote, platte, groene vruchten. Dit appelras werd gecreëerd door Camille De Clercq. Camille De Clercq bekwam dit ras door twee andere appelrassen, die zijn grootvader had meegebracht uit Rusland, te kruisen. Hij is geschikt voor biologische teelt op sterkere onderstammen en te bewaren tot einde mei. De vrij grote appel is geschikt voor verse consumptie, keukengebruik en voor verwerking tot sap, cider of appelmoes.

## Publicaties
- Hendrik Van Dievoet, Folklorische Zanten, in : 'Eigen Schoon', januari 1914, vierde jaargang, blz. 13.